# Hypercompe reducta
Hypercompe reducta là một loài bướm đêm thuộc phân họ Arctiinae, họ Erebidae.